# Besksötelundfly
Besksötelundfly, Lacanobia splendens, är en fjärilsart som beskrevs av Jacob Hübner 1808. Besksötelundfly ingår i släktet Lacanobia och familjen nattflyn, Noctuidae. Arten uppträder tillfälligt och sällsynt i både Sverige och Finland. I Sverige gjordes första fyndet på  Gotland 2003. Sedan dess är den även funnen på Öland och i Skåne. I Finland finns fynden längs den södra kusten med enstaka fynd en bit längre in i landet. Inga underarter finns listade i Catalogue of Life.